# González (Uruguai)
González és una localitat de l'Uruguai, ubicada al nord-oest del departament de San José, sobre el límit amb el departament de Colonia.
Es troba a 78 metres sobre el nivell del mar. Té una població aproximada de 100 habitants.